# Hôtel de Simiane (Valréas)

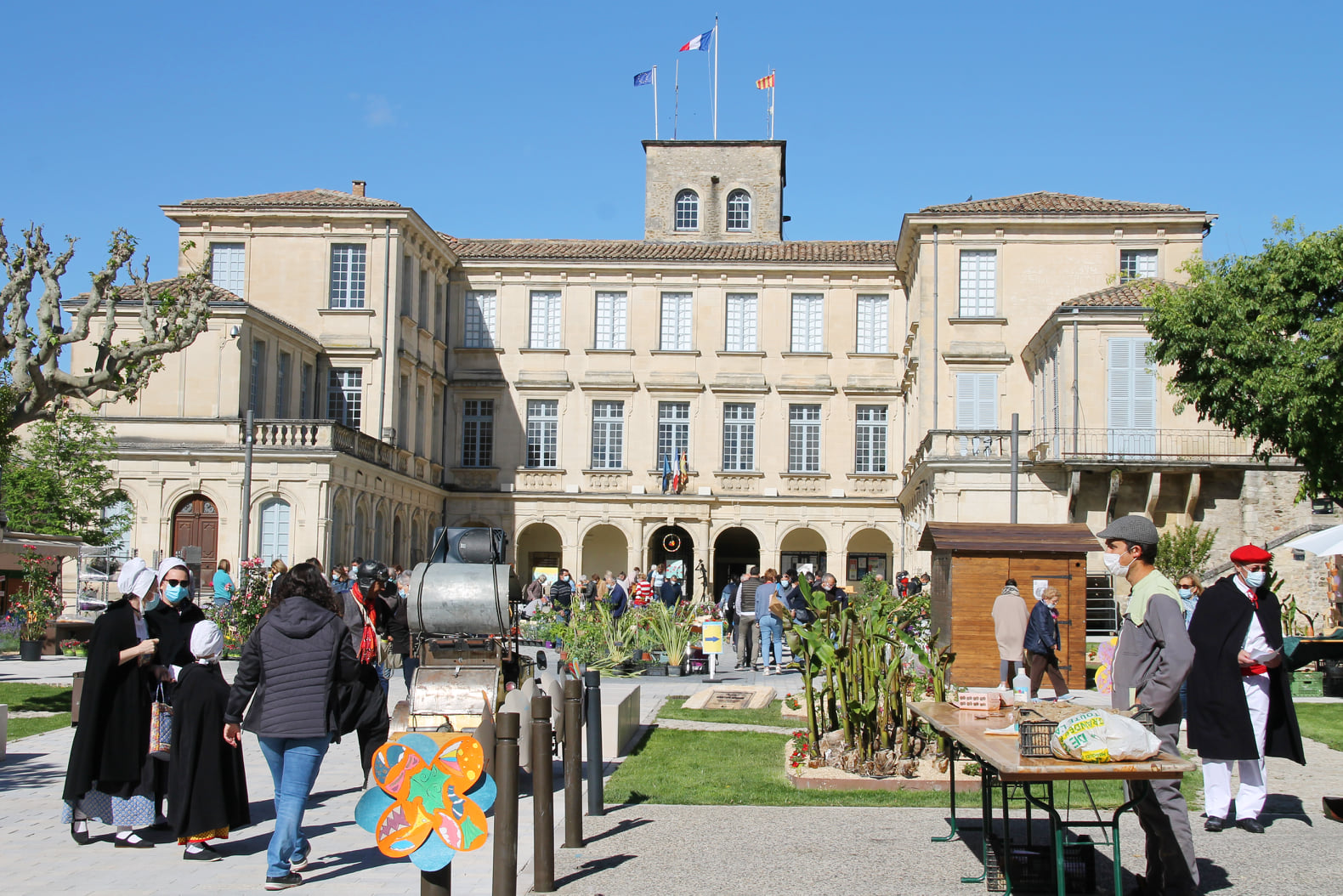

L'hôtel de Simiane ou château de Simiane est un hôtel particulier situé à Valréas dans le département français de Vaucluse en région Provence-Alpes-Côte d'Azur. 
44° 23′ 00″ N, 4° 59′ 23″ E

## Histoire
Le 22 janvier 1639, Louis de Simiane, seigneur de Truchenu et d'Esparron, commande et paye le prix-fait au maçon Bernard Moureau, architecte cavaillonnais ayant édifié le palais épiscopal de Carpentras, pour raser une demeure dans le quartier de Marchande de Valréas et construire un nouvel hôtel particulier. Celui-ci est bâti selon les plans de François de Royers de la Valfenière. Une seconde tranche de travaux est commandée le 26 octobre 1640. 
L'aile sud du bâtiment a été refaite en 1780 par François II Franque, architecte avignonnais. Le 15 juillet 1823, l’édifice, racheté par une société de Valréas pour la somme de 25 000 francs, est loué à la commune 700 francs par an, pour divers services municipaux : mairie, collège et justice de paix. Ce n’est qu'en 1843, après une ordonnance de Louis-Philippe, que l'hôtel de Simiane est racheté par la commune. En 1890, le collège est déménagé, le bâtiment n'abritant plus que la mairie et la poste.
L'hôtel est classé au titre des monuments historiques depuis le 1er décembre 1913.
Il accueille régulièrement des animations culturelles diverses et variées : expositions, conférences, dédicaces, ateliers ... Il est un lieu culturel ouvert à tous : www.chateau-valreas.fr.

## Construction

Hôtel de Simiane
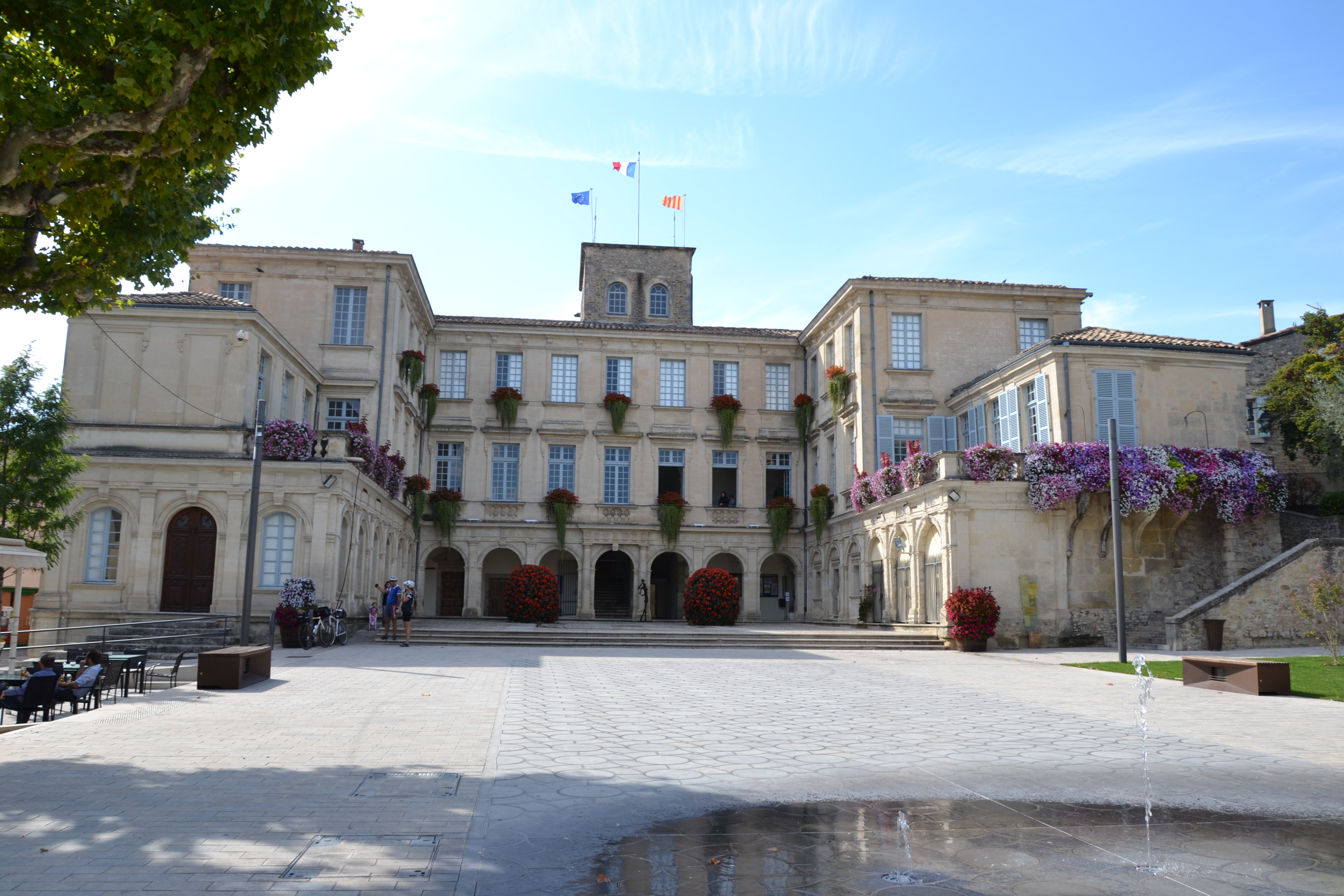
Place de l'Hôtel de Simiane
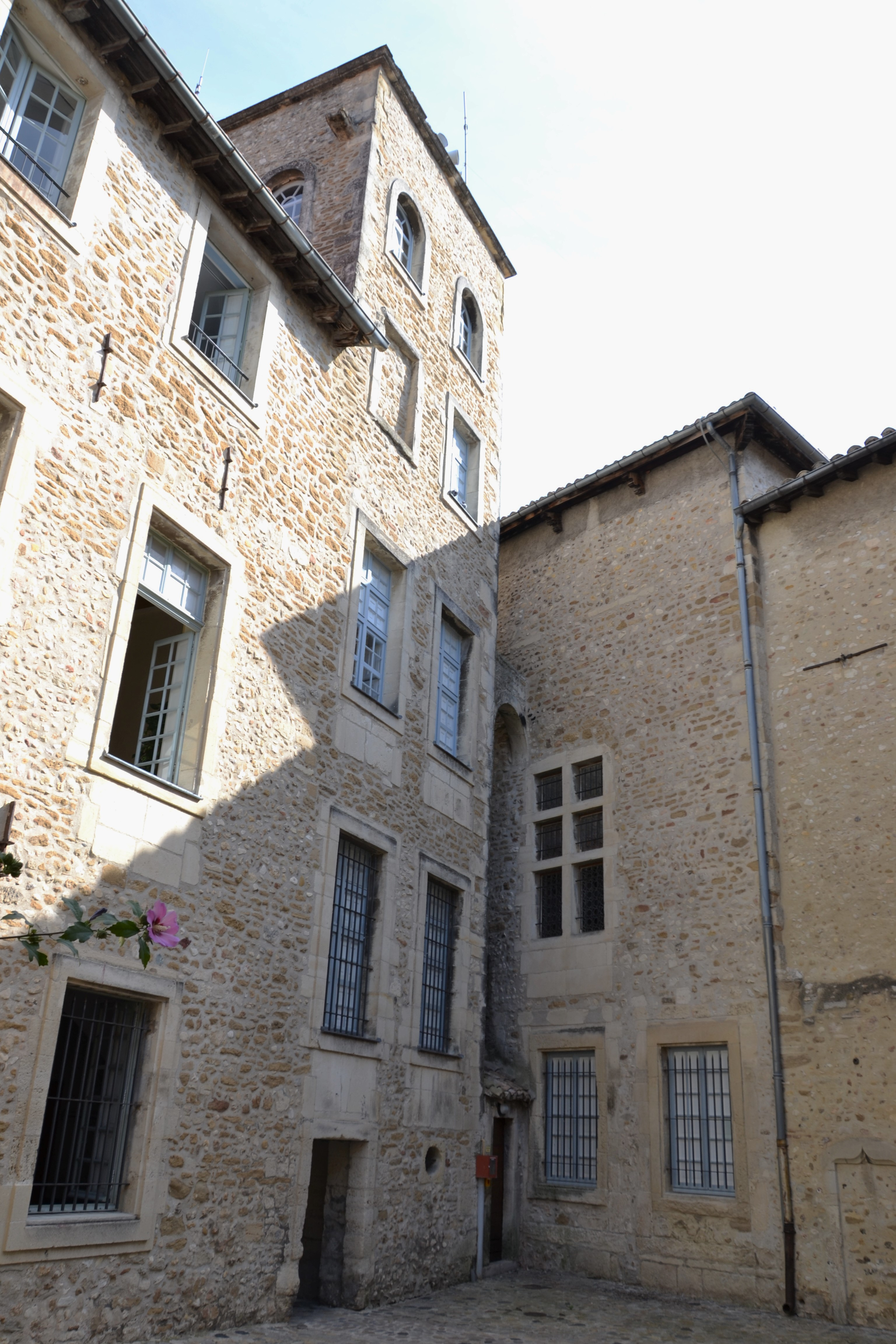
partielle de la cour d'honneur
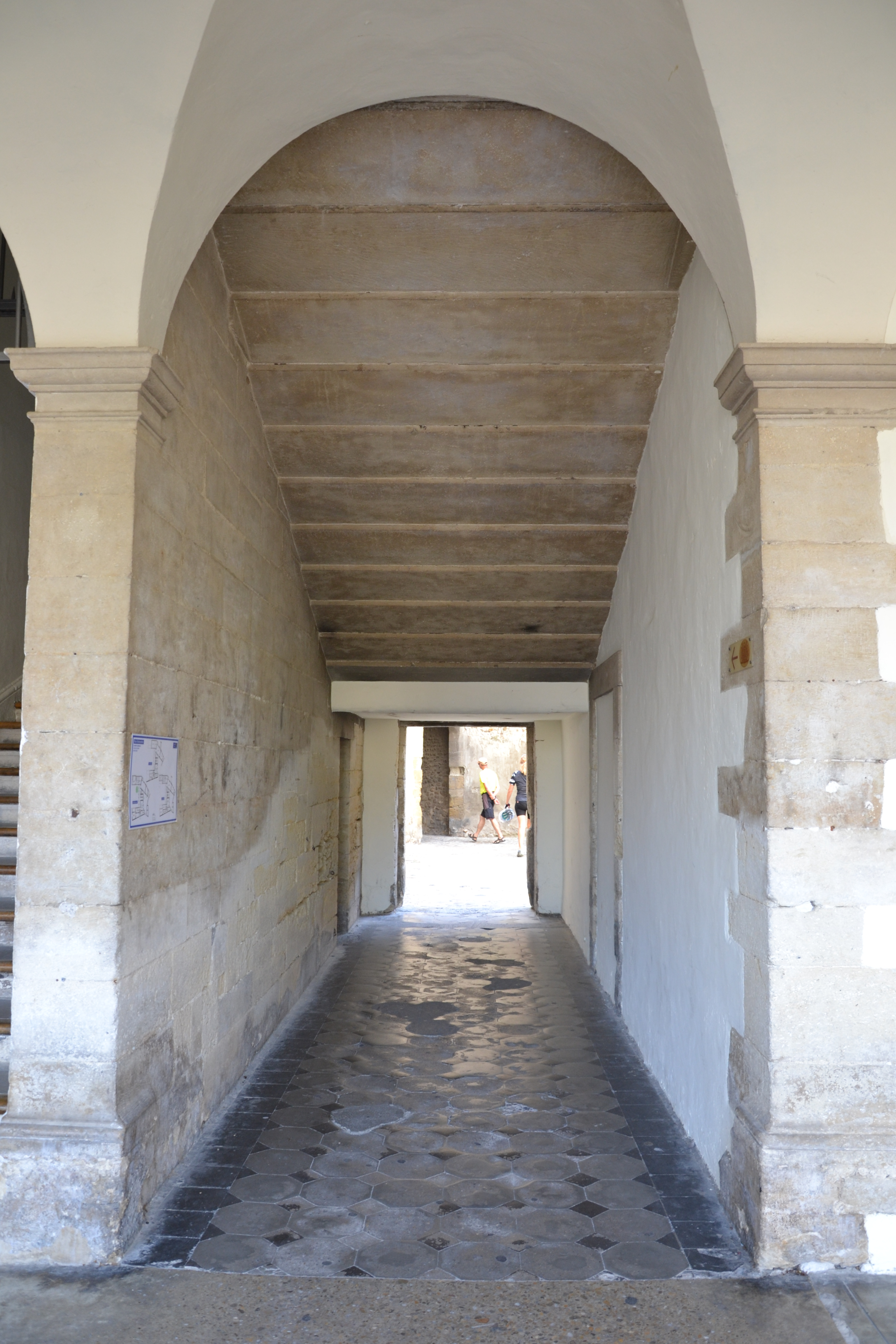
accès à la cour d'honneur
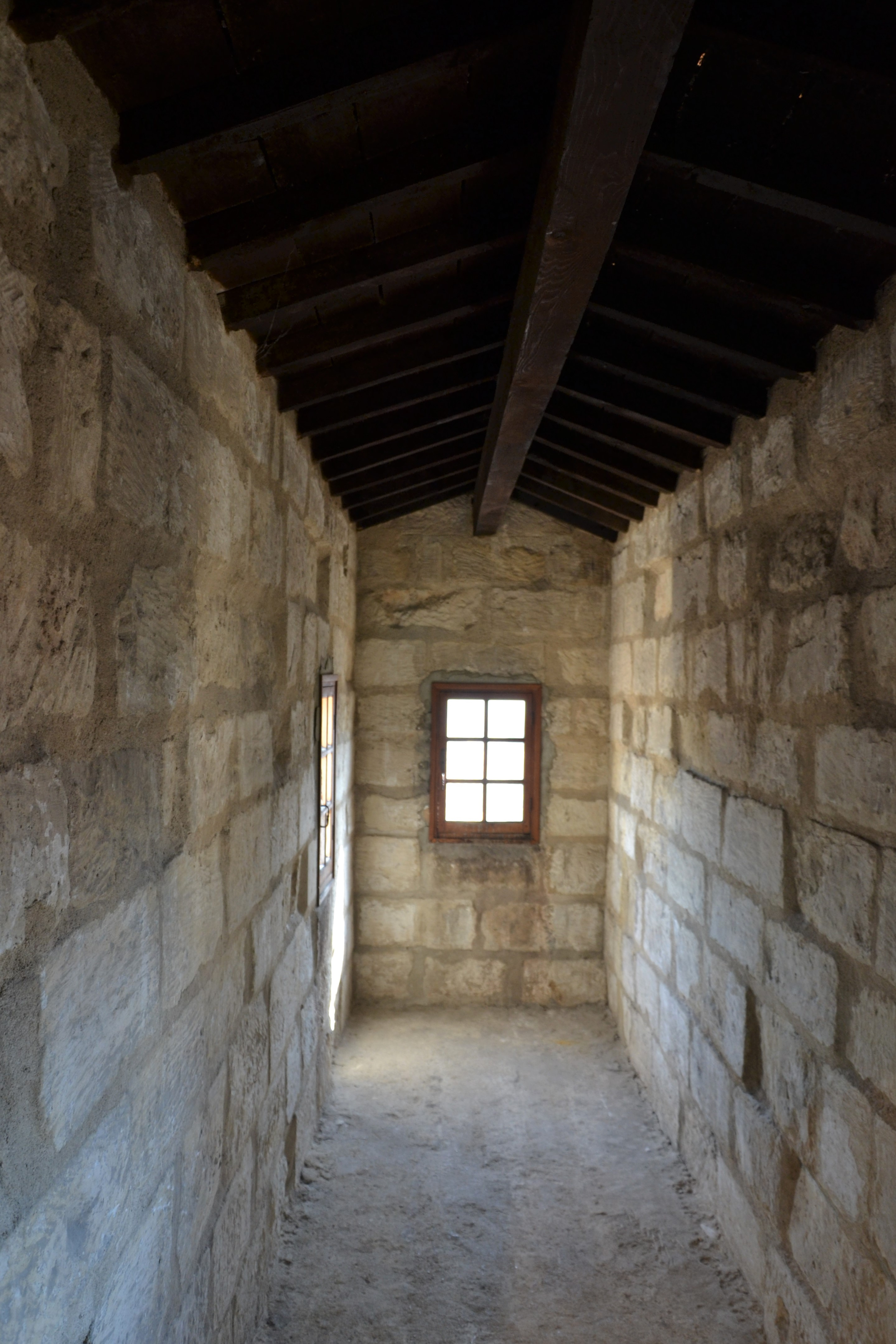
pontet, au dessus de la rue
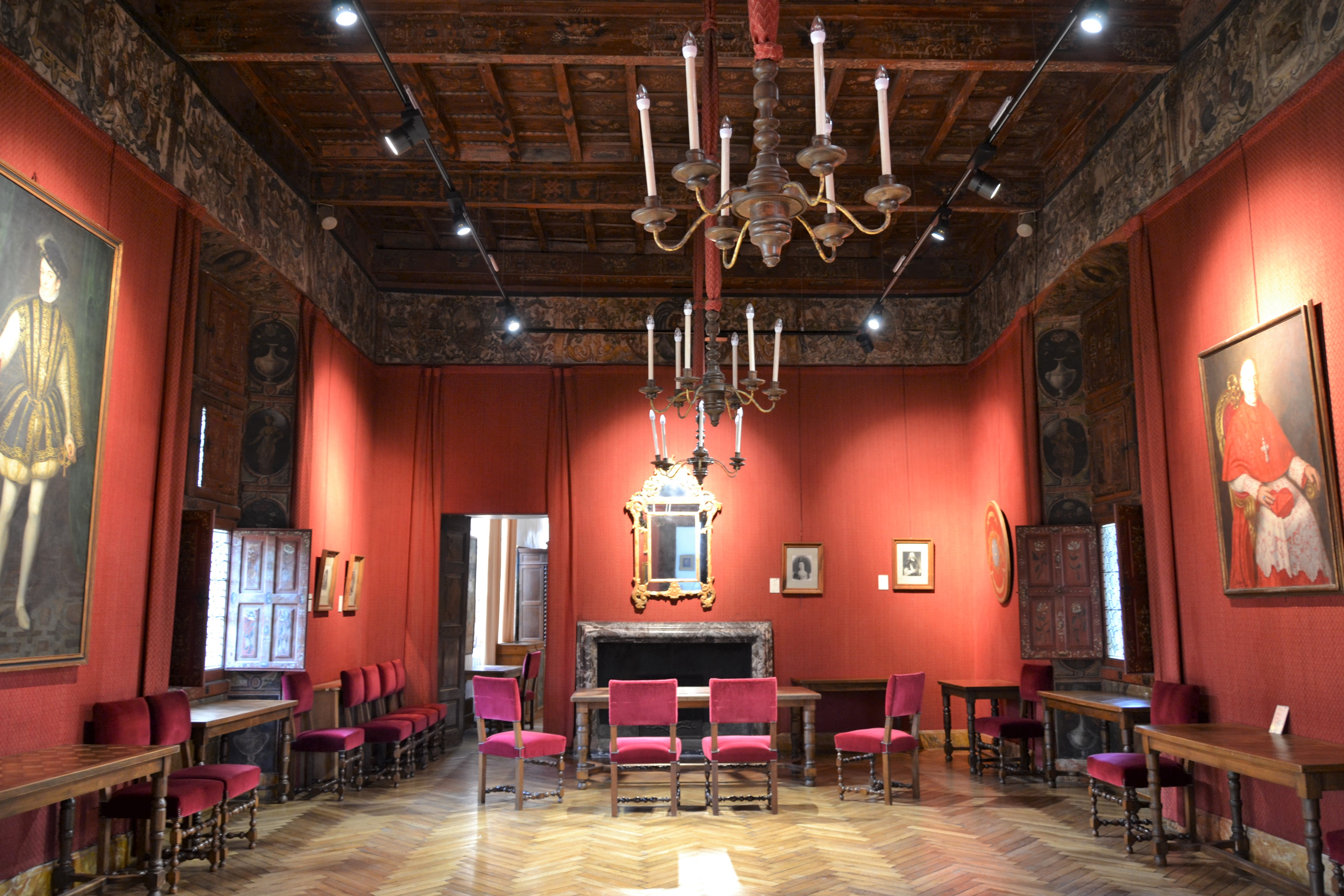
Salle des mariages
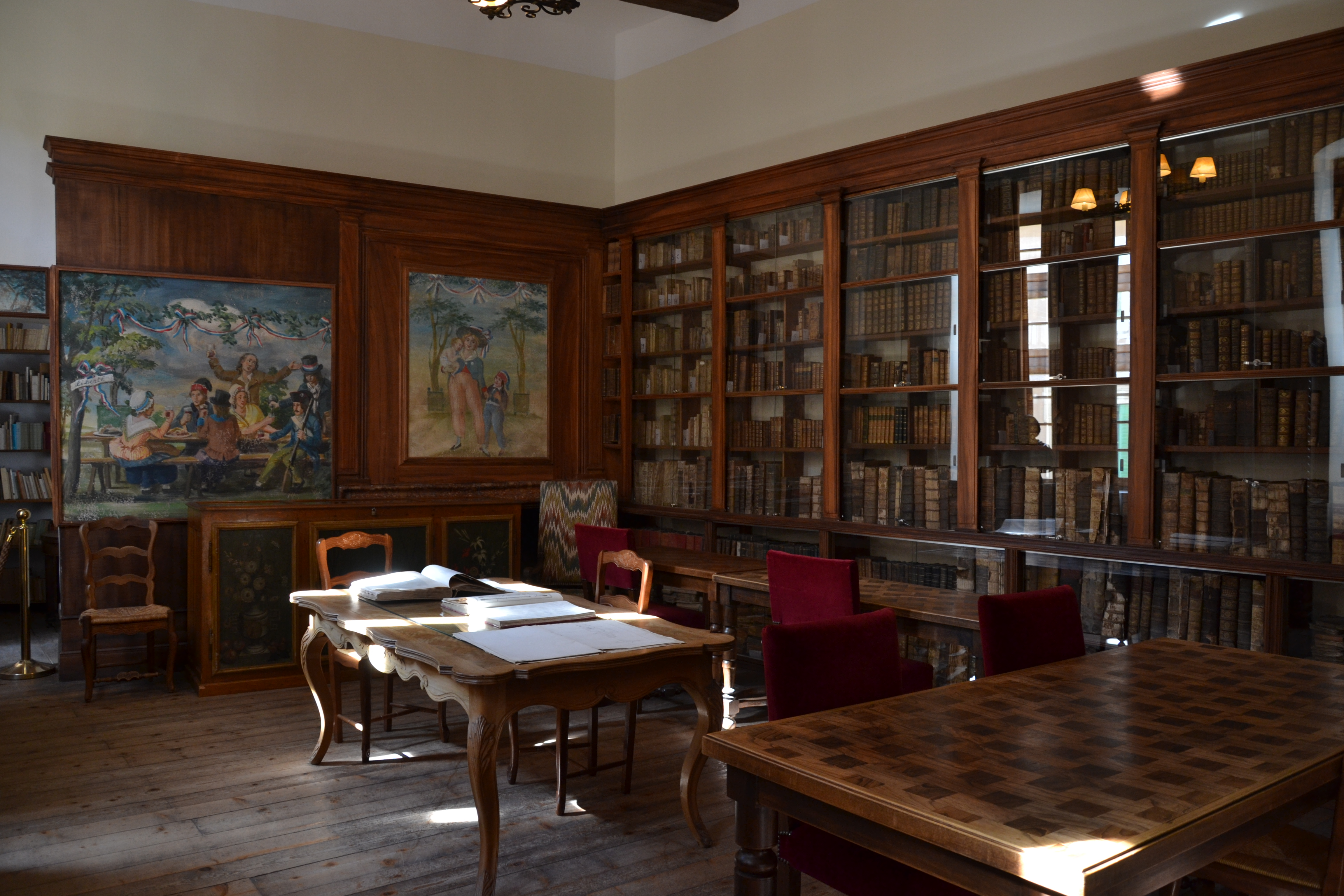
bibliothèque
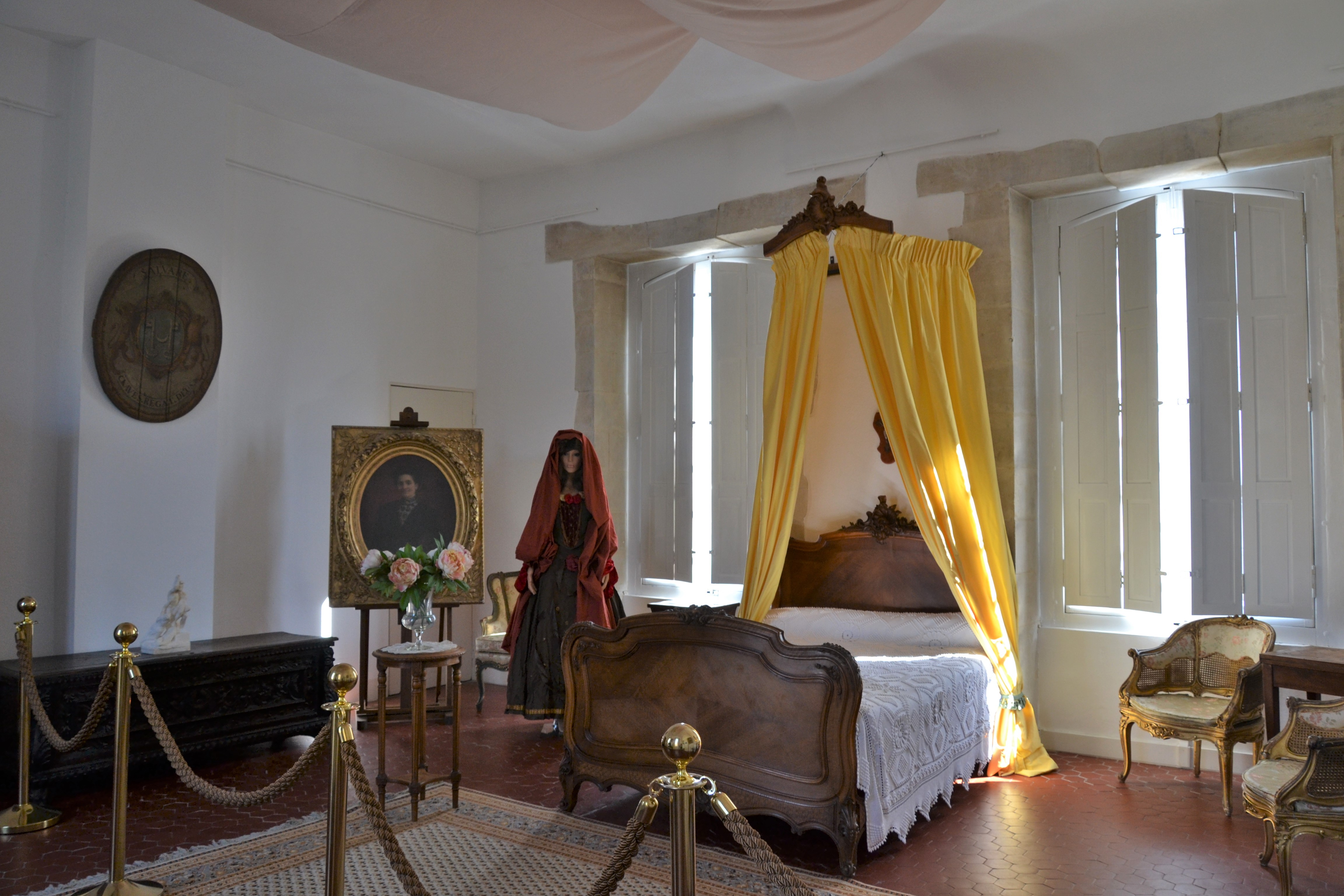
Chambre de Pauline de Simiane
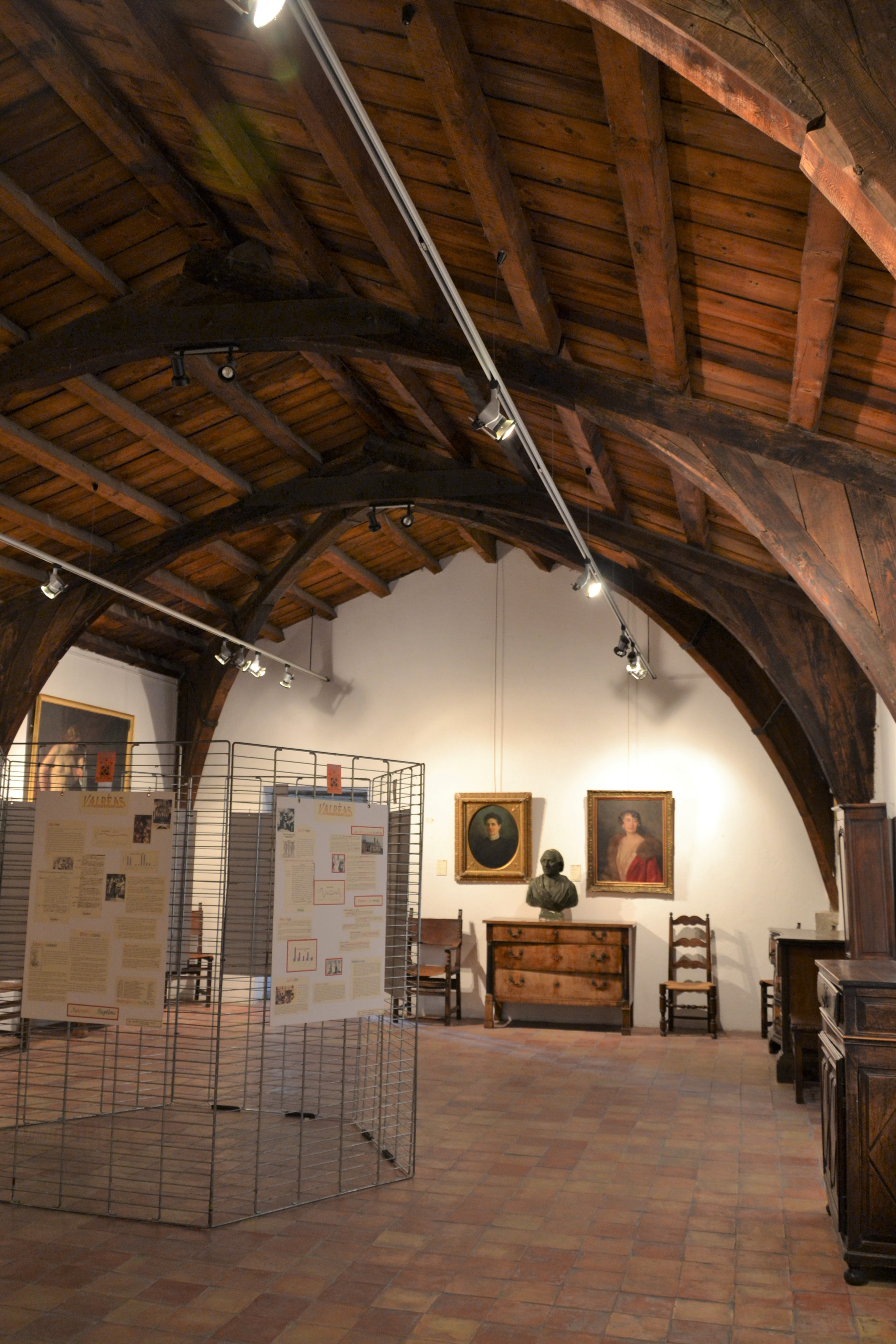
Actuelle salle d'exposition en hommage à Victor Scharf (1872-1943), peintre